# Mihai Poiată
Mihai Ștefan Poiată (n. 4 decembrie 1949, Cojușna, raionul Strășeni, Republica Moldova) este un autor, cineast, dramaturg, publicist, scenarist și scriitor român din Republica Moldova. A semnat Declarația de Independență a Republicii Moldova, fost membru PCUS.

## Biografie

### Educație
A terminat școala medie în satul natal, în 1967 și Facultatea de Filologie (specializarea jurnalistică) a Universității de   Stat din Moldova (1972). Între 1976 - 1978, a urmat studii post-universitare la Cursurile Superioare de 
Scenaristică și Regie ale Comitetului de Stat al URSS pentru Cinematografie din Moscova, specializarea dramaturgia filmului de ficțiune.

### Activități profesionale
- 1972-1976 redactor, redactor superior la redacția muzicală RADIO MOLDOVA, autor și prezentator al emisiunilor “Orizont-club”, “Maraton sonor”, “Fono-caleidoscop duminical” și a.
- 1979-1983 Studioul “Moldova-film” - redactor, membru al Colegiului pentru scenarii, redactor-șef al Asociației de creație “Arta”
- 1985-1986 Ministerul Culturii – membru al Colegiului pentru Dramaturgie și Creații muzicale
- 1986-1989 Redactor-șef al studioului “Moldova-film”
- 1989-1994 Președinte al Concernului de stat “Moldova-film”, vice-ministru al culturii (1989-1990)
- 1994-2002 Vice-director general al Centrului Național de Cinematografie
- Din 2003 - Șef secție audiovizual al Facultății Regie de la Academia de Muzică Teatru și Arte Plastice

### Alte activități
- 1990-1994 Deputat în Parlamentul Republicii Moldova, Circumscripția nr.315, raionul Strășeni[2]
- 1994-1999 Șef al atelierului de dramaturgie la Academia Internațională de Drept Economic și Arte Audiovizuale (Chișinău)
- 1995-2000 Membru al Consiliului Fundației Internaționale pentru Cooperarea Țărilor din Europa Centrală și de Est (proiectul ALFA-TV, Budapesta)
- 1999 – 2003 redactor-șef al săptămânalului DE FACTO (ediția română)
- Din 1999 – lector superior la Academia de Muzică, Teatru și Arte plastice (dramaturgia filmului de ficțiune, naratologia, jurnalismul TV și radio).
- Din 2004 – vicepreședinte al Uniunii Cineaștilor din Moldova
- Din 2005 – colaborator științific la Institutul Studiul Artelor al Academiei de Științe al Moldovei, competitor

Este membru al Uniunii Scriitorilor, membru al Uniunii Cineaștilor din Republica Moldova.

## Premii și distincții
Distincții de stat:
Medalia “Meritul civic” (1996), Medalia “Mihai Eminescu”(2000), Ordinul de Onoare (2011), Ordinul Republicii (2012)

## Operă

### Piese
Drumul trece prin casă (1971, mențiune la Concursul Republican de dramaturgie, organizat de Ministerul Culturii al R.S.S.M.)
A patra latură a triunghiului (1974, Radio Moldova, regia Elena Bedicov)
Melodia de după perete (1980, Radio Moldova, regia Vasile Neagu ; 1983, Radio Lituania, Premiul ascultătorilor din Lituania și Premiul trei, acordat de juriul Festivalului Unional de dramaturgie radiofonică de la Vilnius, Premiul doi la Concursul de spectacole radiofonice de la Moscova (1988);
În lipsa celor prezenți (1986, Teatrul Moldovenesc Academic Muzical-Dramatic de Stat “A.S.Pușkin” (azi Teatrul Național “Mihai Eminescu”), regia Silviu Fusu, scenografia Anatol Rurac, muzica Ghenadie Ciobanu )
O insulă nelocuită pentru cinci persoane (1989, Radio Moldova, regia Eugenia Malarciuc, Premiul întâi la Concursul Republican de piese radiofonice, organizat de Comitetul de Stat al R.S.S.M. pentru Radiodifuziune și Televiziune)
Tentația contactelor imposibile (1998, mențiune la Concursul Republican de dramaturgie, organizat de Ministerul Culturii, 2003 - spectacol-lectură la Teatrul Național “Mihai Eminescu”, regia Ion Mocanu)

### Scenarii de filme
- 1982 - Anastasia Lazariuc, documentar, 10 minute, regia Gheorghe Prodan
- 1982 - Voiaj de nuntă înainte de nuntă (ficțiune), la comanda Televiziunii Centrale a U.R.S.S., regia Ion Scutelnic
- 1984 - Vlad Ioviță (în colaborare cu Iacob Burghiu), documentar, 40 de minute, regia Iacob Burghiu
- 1997 - O primăvară care a început în ... octombrie (lung-metraj documentar), regia Mihai Poiată, Premiul “Prometeu” decernat de Consiliul Coordonator al Audiovizualului pentru cel mai bun program publicistic TV al anului 1997,
- 1989 – O nouă tactică a necuratului (după “Povestea lui Stan Pățitul” de Ion Creangă, neterminat din cauza morții subite a regizorului Ion Popescu Gopo
- 2006 - Probă de libertate (în colaborare cu Eugeniu Sobor), documentar de lung metraj, regia Mihai Chistrugă
- 2006 - Venim și mâine pe-aici?, documentar de lung metraj, regia Mihai Chistrugă și Mihai Poiată
- 2010 - Coletul (în colab. cu Silvia Mârzenco), scurt-metraj de ficțiune
- 2010 - Încotro merge boieru? (în colab. cu Gr, Sănduță), scurt-metraj de ficțiune
- 2011 -  Probă de Independență, „Moldova-film”, documentar de lung-metraj, Scenariul și comentariul. Regia Mircea Chistrugă
- 2014 - Ba Liduța, ba Veruța (în colab. cu T.Covrig), scurt-metraj de animație
- 2015 - Fiica polițistului de frontieră, scurt-metraj de animație

### Traduceri, adaptări
Vitalii Sergheev «Stadionul» (traducere din limba rusă pentru Radiodifuziunea Moldovenească)
Bernard Shaw «Un pețit în stil rural» (traducere și adaptare radiofonică)

### Poezie, proză, eseuri, publicistică
„Tinerimea Moldovei”, „Moldova”, „Moldova Socialistă”, „Literatura și Arta”, „Basarabia”, „Sud-Est”, „Jurnal de Chișinău”, „Contrafort”, „De Facto”, „Săptămîna”, „Orizontul”, „Femeia Moldovei”, „Timpul”.